# Deepwater Horizon (schip, 2001)
De Deepwater Horizon was een halfafzinkbaar boorplatform dat in februari 2001 opgeleverd werd door Hyundai Heavy Industries in Ulsan in Zuid-Korea voor Reading & Bates Falcon. Het RBS-8D-ontwerp bestaat uit twee parallelle pontons met elk twee kolommen met daarop het werkdek. De D staat daarbij voor het dynamisch positioneringssysteem waarmee het was uitgerust. De Deepwater Nautilus is van het hetzelfde ontwerp, maar dan RBS-8M voor Mooring, aangezien het is uitgerust met een ankersysteem. De bouw van het platform werd in december 1998 begonnen en in 2001 werd Reading & Bates Falcon overgenomen door Transocean.
Op 2 september 2009 boorde de Deepwater Horizon in het olieveld Tiber Prospect, 's werelds diepste oliebron tot dan toe aan, op meer dan 10 kilometer diepte.
In februari 2010 begon het platform met boringen voor oliemaatschappij BP in het Macondo-veld, in de Golf van Mexico in de territoriale wateren van de Verenigde Staten, circa 80 km uit de kust van Venice in de Amerikaanse staat Louisiana.
Op 20 april 2010 vond op de Deepwater Horizon een blow-out plaats, gevolgd door een explosie, waarbij elf bemanningsleden omkwamen. Blusboten konden het platform, dat in brand stond, niet meer redden, waarna het op 22 april zonk. Er ontstond een grote olievlek, die is aangeduid als de grootste milieuramp in de Amerikaanse geschiedenis. De olieramp vormde een grote bedreiging voor het ecosysteem en de visserij van de Amerikaanse zuidkust.